# Ula fulva
Ula (Ula) fulva là một loài ruồi trong họ Pediciidae. Chúng phân bố ở vùng Indomalaya.